# Рудолф Валдец
Рудолф Валдец (Крапина, 8. март 1872 — Загреб, фебруара 1929), је био хрватски вајар.

## Биографија
Учио је на Обртничкој школи у Загребу, радио код А. Кухнеа у Бечу и код С. Еберлеа у Минхену. Био је наставник на Академији за умјетност и обрт у Загребу. Међу његове познате ученике спада Јоза Туркаљ. Био је професор на Академији ликовних уметности у Загребу (1908–29); члан ЈАЗУ (данас ХАЗУ) од 1919.
На прекретници века кад се формира круг загребачких ликовних уметника Рудолф Валдец је, с Р. Франгешом представник кипарства. Под утицајем бечке сецесије ради у ранијој фази алегоријско-тематску пластику.
Аутор је јавних споменика и надгробне пластике И. Кукуљевића Сакцинскога, Ф. Рачкога и С. Милетића у Загребу, С. С. Крањчевића у Сарајеву, Д. Обрадовића у Београду, В. Јагића у Вараждину, Ф. Ливадића у Самобору. Његови декоративни радови налазе се на бившој Националној и свеучилишној књижници, Умјетничкоме павиљону и другим јавним установама, ос. банкама, у Загребу. Истакнуо се као културни и јавни радник, а знатне је успјехе постигао као ликовни педагог.

## Споменик краља Петра у Зрењанину
Аутор је првобитне верзије Споменика краља Петра I Карађорђевића који се налази на Тргу Слободе у Зрењанину, која је настала је у периоду од 1924. до 1928. године и постојала је све до 1941, када је срушена од стране немачког окупатора.
Градња споменика краљу Петру започета је 1924. године, доношењем одлуке градске управе о расписивању конкурса за његово подизање с циљем да се дође до најбољих решења. Томе је претходило формирање Одбора за подизање споменика, чија је обавеза била да средства обезбеди добровољним прилозима и буџетским издвајањима. Прва седница Одбора одржана је 19. новембра 1923. године. На коначну одлуку Одбора својим везама и ауторитетом је утицао академски сликар из Великог Бечкерека Александар Секулић, који се 1924. вратио у свој родни град после завршених студија у Минхену, где је студирао заједно са Рудолфом Валдецом. Уговор потписан између Одбора и вајара Рудолфа Валдеца 10. јуна 1924. године садржи прецизно формулисане све обавезе извођача споменика и Одбора, који је био дужан да тачно уговорену своту новца исплати уметнику у ратама. Као рок израде споменика одређен је 15. јун 1926. године.
Валдец се определио за традиционалну тројну поделу споменика: степенасто подручје, средњи део као постамент са два рељефа која представљају мотиве из живота краља Петра: „Пут кроз Албанију“ и „Поворка на Теразијама после крунисања“. Према подацима из дневне штампе, Валдец је крајем 1924. године завршио модел споменика. Комисија, именована од стране Одбора, отпутовала је у Загреб да се лично увери у будући изглед споменика. Изненађени пластичном лепотом и прецизном израдом, чланови комисије имали су примедбе само у погледу неких мањих детаља. Нешто касније, крајем 1925. године, одређено је место за постављање споменика, а то је „непосредно поред бунара – на главном тргу – и то на делу према Александровој улици“.